# پارادوکس ماشینا
تناقض ماشینا (به انگلیسی: Machina's paradox) توسط اقتصاددان آمریکایی به نام مارک ماشینا(به انگلیسی: Mark Machina) به عنوان مثال نقضی برای اصل استقلال در تئوری مطلوبیت انتظاری ارائه شد

## بیان مسئله
هسته اصلی این این تناقض مشابه تناقض اله(به انگلیسی: Allais paradox) می‌باشد. فرض کنید سه پیشامد داشته باشیم
1. سفر به ونیز
2. تماشای یک فیلم دربارهٔ ونیز
3. ماندن در خانه

ترجیحات شرکت کنندگان به این صورت است که مطلوبیت حاصل از سفر به ونیز بیشتر از مطلوبیت تماشای فیلمی در مورد ونیز است و همچنین مطلوبیت تماشای فیلم فیلمی در مورد ونیز بیشتر از ماندن در خانه و کاری نکردن است.
حال دو لاتاری(=قرعه کشی) را به شرکت کنندگان پیشنهاد می‌کنیم:
لاتاری ۱: ۵۰ در صد احتمال بردن سفر به ونیز و ۵۰ در صد احتمال بردن بلیت تماشای فیلمی در مورد ونیز
لاتاری ۲: ۵۰ در صد احتمال بردن سفر به ونیز و ۵۰ در صد احتمال برنده نشدن(= ماندن در خانه)
طبق اصل استقلال اگر یک مقدار ثابت به دو لاتاری اضافه شود ترجیحات بین دو لاتاری تغییر نمی‌کند. در این مثال اگر شانس ۵۰ درصد سفر به ونیز را از دو طرف حذف کنیم ترجیحات بین دو لاتاری منطبق بر ترجیحات بین بلیت فیلم و ماندن در خانه خواهد بود، فلذا شرکت کنندگان همواره لاتاری اول را انتخاب می‌کنند.

### به بیان ریاضی
{\displaystyle u(home)<u(ticket)}

در نتیجه اگر عبارت بالا را با احتمال ۵۰ در صد با سفر به ونیز ترکیب کنیم طبق اصل استقلال جهت ترجیحات بدون تغییر باقی می‌ماند یعنی:
{\displaystyle 0.5u(home)+0.5u(trip)<0.5u(ticket)+0.5u(trip)}

که home به معنی ماندن در خانه، ticket به معنی بلیت فیلم دربارهٔ ونیز و trip به معنی سفر به ونیز است؛ بنابراین طبق تئوری مطلوبیت انتظاری اگر کسی بلیط فیلم را به ماندن در خانه ترجیح بدهد باید لاتاری اول را به دومی ترجیح بدهد. اما انتخاب لاتاری دوم نیز اگر شما پیش بینی کنید که در صورت عدم برد سفر به ونیز، احساس نامیدی به شما دست بدهد و تماشای فیلم در مورد ونیز می‌تواند یادآور این شکست باشد کاملاًعقلایی است. پس ممکن است لاتاری دوم را برخلاف پیش بینی تئوری مطلوبیت انتظاری انتخاب کنید.
این ایده ناامیدی مشابه ایده پشیمانی در تناقض اله است ولی دقیقاً همان نیست. هر دو ایده به تأثیر «چه چیزی ممکن است اتفاق بیفتد را روی رفاه می‌پردازند، به همین دلیل هم با اصل استقلال در تناقض اند. ناامیدی به این موضوع برمیگردد که ممکن بود اتفاق دیگری بیفتدولی پشیمانی به این موضوع می‌پردازد که اگر انتخاب دیگری انجام می‌شد رفاه بیشتری کسب می‌شد.